# Tenerife Challenger II 2025
Il Tenerife Challenger II 2025 è stato un torneo maschile di tennis professionistico. È stata la 9ª edizione del torneo, facente parte della categoria Challenger 75 nell'ambito dell'ATP Challenger Tour 2025, con un montepremi di 91 000 €. Si è giocato dal 10 al 16 febbraio 2025 sui campi in cemento del Abama Tennis Academy di Guía de Isora, in Spagna.

## Partecipanti

### Teste di serie
| Nazionalità | Giocatore            | Ranking* | Testa di serie |
| ----------- | -------------------- | -------- | -------------- |
| Germania    | Dominik Koepfer      | 113      | 1              |
| Finlandia   | Emil Ruusuvuori      | 142      | 2              |
| Spagna      | Pablo Carreño Busta  | 149      | 3              |
| Portogallo  | Henrique Rocha       | 162      | 4              |
| Spagna      | Alejandro Moro Cañas | 164      | 5              |
| Spagna      | Carlos Taberner      | 175      | 6              |
| Stati Uniti | Eliot Spizzirri      | 192      | 7              |
| Lituania    | Vilius Gaubas        | 195      | 8              |

* Ranking al 3 febbraio 2025.

### Altri partecipanti
I seguenti giocatori hanno ricevuto una wild card per il tabellone principale:
- Nicolás Álvarez Varona
- Pablo Llamas Ruiz
- Iñaki Montes de la Torre

I seguenti giocatori sono entrati in tabellone come alternate:
- Edas Butvilas
- Cui Jie
- Pol Martín Tiffon
- Daniel Rincón

I seguenti giocatori sono passati dalle qualificazioni:
- Chris Rodesch
- Jakub Paul
- Steven Diez
- Pedro Cachín
- Giovanni Fonio
- Filip Misolic

## Punti e montepremi
| Torneo    | Torneo              | V     | F     | SF    | QF    | 2T    | 1T  | Q | Q2  | Q1  |
| Singolare | Punti               | 75    | 44    | 22    | 12    | 6     | 0   | 4 | 2   | 0   |
| Singolare | Premi in denaro (€) | 9,880 | 5,820 | 3,450 | 2,000 | 1,165 | 720 | – | 360 | 185 |
| Doppio    | Punti               | 75    | 44    | 22    | 12    | –     | 0   | – | –   | –   |
| Doppio    | Premi in denaro (€) | 4,250 | 2,450 | 1,480 | 880   | –     | 500 | – | –   | –   |

## Campioni

### Singolare
Pablo Carreño Busta ha sconfitto in finale  Filip Misolic con il punteggio di 6–3, 6–2.

### Doppio
Alexander Merino /  Christoph Negritu hanno sconfitto in finale  Daniel Cukierman /  Joshua Paris con il punteggio di 2–6, 6–3, [10–8].